# Neoscona maculaticeps
Neoscona maculaticeps là một loài nhện trong họ Araneidae.
Loài này thuộc chi Neoscona. Neoscona maculaticeps được Ludwig Carl Christian Koch miêu tả năm 1871.